# (100328) 1995 QF4
(100328) 1995 QF4 es un asteroide perteneciente al cinturón de asteroides, descubierto el 17 de agosto de 1995 por el equipo del Spacewatch desde el Observatorio Nacional de Kitt Peak, Arizona, Estados Unidos.

## Designación y nombre
Designado provisionalmente como 1995 QF4.

## Características orbitales
1995 QF4 está situado a una distancia media del Sol de 2,213 ua, pudiendo alejarse hasta 2,512 ua y acercarse hasta 1,914 ua. Su excentricidad es 0,135 y la inclinación orbital 3,302 grados. Emplea 1202 días en completar una órbita alrededor del Sol.

## Características físicas
La magnitud absoluta de 1995 QF4 es 16,3.